# Second Assessment (Minnesota)
Second Assessment es un territorio no organizado ubicado en el condado de Crow Wing en el estado estadounidense de Minnesota. En el Censo de 2010 tenía una población de 117 habitantes y una densidad poblacional de 2,49 personas por km².

## Geografía
Second Assessment se encuentra ubicado en las coordenadas 46°36′9″N 93°50′56″O / 46.60250, -93.84889. Según la Oficina del Censo de los Estados Unidos, Second Assessment tiene una superficie total de 46.96 km², de la cual 43.57 km² corresponden a tierra firme y (7.21%) 3.39 km² es agua.

## Demografía
Según el censo de 2010, había 117 personas residiendo en Second Assessment. La densidad de población era de 2,49 hab./km². De los 117 habitantes, Second Assessment estaba compuesto por el 99.15% blancos, el 0% eran afroamericanos, el 0% eran amerindios, el 0% eran asiáticos, el 0% eran isleños del Pacífico, el 0.85% eran de otras razas y el 0% pertenecían a dos o más razas. Del total de la población el 0.85% eran hispanos o latinos de cualquier raza.